# Flatmoen idrettspark
Het Flatmoen idrettspark  is een ijsbaan in Hundorp in de provincie Innlandet in het zuiden van Noorwegen. De openlucht-natuurijsbaan is geopend in 1977 en ligt op 225 meter boven zeeniveau. Er zijn op deze ijsbaan verschillende Noorse kampioenschappen georganiseerd.
In de zomer wordt op de sintelbaan aan atletiek gedaan en op het binnenveld gevoetbald. De schaatsers kunnen dan op de rolschaats- of skeelerbaan terecht, die naast de 400 meter baan ligt. Flatmoen wordt ook gebruikt als feestterrein en stembureau bij verkiezingen.

## Nationale kampioenschappen
- 1985 - NK sprint junioren
- 1988 - NK afstanden mannen/vrouwen
- 1989 - NK allround mannen/vrouwen en 3x400m estafette vrouwen
- 1993 - NK sprint junioren
- 1994 - NK sprint mannen/vrouwen
- 2002 - NK afstanden mannen/vrouwen
- 2005 - NK afstanden junioren
- 2008 - NK allround junioren